# 白馬クロスカントリー競技場
白馬クロスカントリー競技場（はくばクロスカントリーきょうぎじょう）は、長野県北安曇郡白馬村にあるクロスカントリー競技場である。愛称はスノーハープ。1998年に開催された長野オリンピックでクロスカントリースキー競技会場として使用された。冬季間はクロスカントリースキーやスノーシュー、グリーンシーズンにはローラースキーやインラインスケート、ランニング、サッカー、マウンテンバイク等、多目的にスポーツに利用可能。

## 概要
敷地面積は37.7ヘクタール。コースの距離はAコース・Bコースは4.8キロメートル。Cコースは7.8キロメートル。各コースを組み合わせて5キロメートルから50キロメートルまでのすべての競技が行える。事前の環境影響評価調査の結果、ワシントン条約で保護されている猛禽類のオオタカの巣が確認され、当初予定されていた5キロメートルのコースを4本設ける計画から、5キロメートルのコース3本に変更された。その変更により工事による開発面積が最小限に抑えられた他、選手がメイン会場に戻ってくる回数が多くなり、観客にとってはよりエキサイティングなレースが楽しめることになった。現地には天然記念物であるギフチョウが吸う植物も数多くあり、移植などにより保護に努められ、自然環境への配慮が生かされた会場である。当初計画していたバイアスロン会場は、環境保護のため野沢温泉村に会場が変更された。

### 建設
評価の高かったアルベールビルオリンピックのコースを参照に概略設計を行う。1992年8月から村内各地区への説明会開始。1993年5月に環境影響評価の現地調査によりDコース予定地（内山集落正面の迎場山）に絶滅の恐れがある猛禽類のオオタカの営巣が確認されDコースを建設を断念。コース変更を加え、国際スキー連盟の承認を受ける。1993年秋より用地交渉、1994年8月着工可能となり、効率化のため4分割し工区を13区分し発注した。1997年8月末にすべての工事が終了した。

### コース設計と建設時の自然環境への配慮
動植物等自然形態維持のため、コースは3面緑化とし、造成森林に在来種を植栽した。コンクリート造は控え、木造とした。コース沿いの水路には既製2次製品を使用せず、景観配慮、河川保護を計った。大径木が直径50センチメートル以上の樹木は極力残し、動植物の生息環境を維持した。やむをえずコースにかかってしまう貴重種、注目種の植物は移植を行い、希少動物は保護をした。濁水流出を防止するため仮設沈砂地を造成した。

### 総工費と自衛隊の協力
工事費の総額が39億3700万円（全体事業費70億5200万円）に収まる。工事の一部を自衛隊に委託することで1億6千万円の事業費の削減ができた。

## 愛称
白馬クロスカントリー競技場には『スノーハープ（雪のたて琴）』という愛称が付与されて、白馬村より1996年11月25日に発表されている。この愛称を決定するに当たり、全国から522点の応募が寄せられ、その当時、白馬村立白馬中学校の在校生全員が候補作品の審査に参加し、2年生による企画部会にて審査最終選考候補を10点に絞り込み、この最終候補作品を白馬中学校全校生徒による投票にかけた結果、『スノーハープ』が最高得票（第1位）となったことによるものであった。
なお、名称を考案した公募当選者は「白馬連山を望む会場完成予想図を見て、『何とも優しい感じ。これはハープ（たて琴）だな』と直感した」と、信濃毎日新聞の取材に対して回答している。